# Бакингем, Линдси
Линдси Адамс Бакингем (англ. Lindsey Adams Buckingham, род. 3 октября 1949) — американский музыкант, наиболее известный в качестве гитариста и вокалиста группы Fleetwood Mac. Также активен сольно.
До Fleetwood Mac был участником фолк-рокового дуэта Buckingham Nicks (с певицей Стиви Никс). В 1974 году Мик Флитвуд пригласил их обоих в свою группу (Fleetwood Mac), и, как пишет музыкальный сайт AllMusic, «когда Бакингем присоединился, попсовые тенденции группы под его руководством расцвели. Он не только обеспечил группу некоторым количеством блестящих, неожиданно мрачных поп-песен, он отточил песни других участников своим продюсированием, аранжировкой и захватывающей игрой на гитаре».
Журнал Rolling Stone поместил Бакингема на 100-е место своего списка ста величайших гитаристов всех времён.

## Дискография
См. Lindsey Buckingham § Discography в англ. Википедии.
- 1973 — Buckingham Nicks
- 1981 — Law and Order
- 1984 — Go Insane
- 1992 — Out of the Cradle
- 2006 — Under the Skin
- 2008 — Live at the Bass Performance Hall
- 2008 — Gift of Screws
- 2011 — Seeds We Sow
- 2011 — Songs from the Small Machine: Live in L.A at Saban Theatre in Beverly Hills, CA / 2011
- 2012 — One Man Show
- 2021 — Lindsey Buckingham